# Karácsonyi meglepetés
A Karácsonyi meglepetés (A Mom for Christmas) 1990 decemberében bemutatott, karácsonyi témájú családi fantasy film Olivia Newton-John főszereplésével.

## A film készítéséről
A televíziós forgalmazásra szánt filmet a Walt Disney Television készítette, Barbara Dillon A Mom by Magic című regénye alapján. Rendezője a skót születésű ausztrál George T.Miller, aki nem tévesztendő össze a Mad Max filmeket rendező George Millerrel. A főszerepet Olivia Newton-John játszotta, számára ez a film volt hét év kihagyás után a visszatérés, egyben ez volt az első karácsonyi téma későbbi filmjei, lemezei sorában.
A filmet 1990 októberében, mindössze egyetlen hónap alatt az ohiói Cincinnatiban forgatták, az áruházi jelenetek a szintén ott található és azóta bezárt Lazarus Department Store áruházban készültek. 1990. december 17-én került bemutatásra Amerikában, karácsony időszakában rendszeresen tűzik műsorra különféle országok televíziói.
A filmnek komoly sikere volt, Juliet Sorcey elnyerte a Young Artist Award „legjobb fiatal művész” díjat. Egy alkalommal adták ki erősen korlátozott példányszámban videón 1991-ben, majd kizárólag az amerikai Disney Movie Club tagjai számára DVD-n 2008-ban, Magyarországon sohasem vetítették, vagy forgalmazták. Internetes forrásokban gyenge minőségben alkalmanként fellelhető, a YouTube-on több részletre bontva megtekinthető.
Amy ruháit Olivia saját divatcikk kereskedelmi üzlethálózata, a Koala Blue szállította.
A filmben Olivia két dalt énekel, ezek a What If és a So Strange, mindkettő John Farrar szerzeménye, lemezen sohasem jelentek meg. A film kísérőzenéje a What If dallamán alapul.

## Cselekmény
|  | Alább a cselekmény részletei következnek! |

A Mom for Christmas egy csodálatos családi film, lélekmelegítő történet, mely mosolyt csal az arcunkra és talán egy könnycseppet a szemünkbe.
A tizenegy éves Jessica félárva. Alig hároméves volt, amikor édesanyja meghalt, bármennyire is szeretné, nem képes visszaemlékezni sem rá. Édesapja felesége halála óta a múltban és a múltnak él, érzelmileg teljesen bezárkózott. Nem nősült meg újra, a magány elől munkába menekül. Vezető állásban dolgozik egy cégnél, igen jól keres, nagyon szereti lányát, de kevés ideje van rá. A család utolsó közös karácsonya óta, immár nyolcadik éve nem engedi a karácsonyt megünnepelni.
Karácsony előtt két héttel járunk. Jessica iskola után a délutánokat a környék áruházában tölti nézelődéssel. A többi, szüleivel vásárló gyerekkel ellentétben neki nem játék vagy ruha lenne a vágya, hanem egy anyuka. Ha többre nem is, legalább karácsonyra.
Amerikai szokás szerint az áruházban karácsony előtt felállították a kívánságkutat, melyben a gyerekek kis dobozkákban apróbb ajándékokra lelhetnek. Jessica is húz egyet, melyben nem csoki, nyaklánc vagy efféle van, hanem mindössze egy papírdarab. Szövege: „Egy szabad kívánság, keresd Filoménát.”
Némileg csalódottan fordul az osztályon rendezgető különös hölgyhöz. Mikor kiderül, ő Filoména, szóba elegyednek. Megkérdezi Jessicát, mi lenne a legtitkosabb kívánsága, mire Jessica szomorúan rámutat az egyik szépen felöltöztetett kirakati babára. Eleinte Filoména nem érti, azt hiszi, a babán lévő valamelyik ruha vagy ékszer lenne a karácsonyi kívánság, végül Jessica nehezen, de elmondja reménytelen vágyát, egy anyuka, pont olyan, mint a szőke kirakati baba, legalább a karácsonyig hátralévő két hétre. Filoména ad neki egy különleges, nyakláncba foglalt követ azzal, a kő teljesíteni fogja kívánságát éjféltől karácsony éjfélig.
Éjjel hatalmas vihar tör ki, édesapja bemegy Jessica szobájába, beszélgetni kezdenek. Pontban éjfélkor azonban megszólal a csengő, a szakadó esőben az ajtóban ott áll az áruházból ismert kirakati baba, de nagyon is élőben. Filoména köve teljesítette a kívánságot. Egy anyuka aznap éjféltől karácsony éjfélig.
Jessica azonnal tisztában van a varázslattal, de papájának valami materiálisabb magyarázatot kell adni a karácsonyi csodánál. Az addigi egész életét (igen életét, az áruházban éjjelente zajlik az élet, csak mi, fantáziátlan felnőttek már nem hiszünk a csodákban) az áruházban töltő szőke modell először jár az áruházon kívül, kevéssé járatos a világ dolgaiban, de elég gyorsan vág az esze. Mosolyogva kér elnézést a kései érkezésért, reméli jó helyen jár, a kiadó szállás ügyében érkezett. Neve Amy Miller és karácsonyig kisegítő eladóként dolgozna a helyi áruházban, ezért érkezett. A cím ugyan rossz, de a nagy esőre való tekintettel Jessica papája odaadja Amynek a felmondott házvezetőnő megürült szobáját.
Amy megjelenésével újra élet és vidámság költözik a házba. Mivel addigi egész „életét” az áruházban töltötte, mindent tud a divatról, de teljesen járatlan a kinti világ dolgaiban, még egy kávét is csak leírás alapján tud megfőzni. Iskola után ketten elmennek az áruházba, együtt vásárolgatnak, majd Amy bemutatja Jessicának a többi modell kollégáját, köztük Wilkinst, az áruházban kiállított régi Jaguár „sofőrjét”.
Jessica életében először igazán boldog karácsonyi mamájával, de az öröm nem tart soká. Estére papája tilalma ellenére nyolc év után először beszereznek egy karácsonyfát, amit a szokásosnál hamarabb fel is díszítenek, azonban az egyik gyertya miatt kigyullad, a mellette lévő polc lángra kap, a rajta lévő régi családi fotók Jessica mamájáról elégnek, a ház is kis híján leég. Amy és Jessica papája másnap reggel az esti baleset ellenére, vagy még inkább miatta komolyan elbeszélgetnek és lassan egyre közelebb kerülnek egymáshoz, persze papájának fogalma sincs róla, hogy Amy karácsony éjfélkor távozni fog életükből.
A téli szünet előtti utolsó este tartják az iskolában a karácsonyi ünnepséget, de nem tudnak hozzá télapót szerezni. Amy az áruház zárása előtt beoson a raktárba és az ünnepség idejére megszökteti a selejtezésre és kidobásra ítélt télapót, Nicholast. Az áruház szemfüles detektívje, a magányos és embergyűlölő Morelli felügyelő azonban észreveszi őket az egyik kamerán, amúgy is már két hete nyomoz az eltűnt próbababa ügyében. A gyanú egyre inkább a karácsonyi kisegítőként ott dolgozó, immár élő Amyra és az állandóan az áruházban nézelődő Jessicára terelődik.
A jól sikerült iskolai ünnepség után látszólag egy boldog családként mennek haza hárman. Jessica egy anyára és egy boldog apára, édesapja egy társra, Amy az általa addig sohasem megtapasztalt szeretetre vágyik. Élhetnének tovább egy boldog családként, de felvirrad karácsony napja. Édesapja ugyan semmit sem sejt, de ők ketten tudják az igazságot, éjfélkor Amynek távozni kell.
Jessica kétségbeesetten kér segítséget Filoménától, de az ügy túlmegy a hatalmán. Azt tanácsolja, ha eljön az idő mindketten fogják meg Amy kezét és tiszta szívükből kívánják, maradjon velük. Megígéri, éjfélkor ő is ott lesz és amit csak tud megtesz, de nem ígérhet semmi biztosat. A család egy évek óta nem érzett boldog karácsonyt tölt együtt. Este édesapja megkéri Amyt, maradjon velük örökre, mire azt válaszolja, ez volna minden vágya, de nem teheti, bármennyire is szeretné.
Amynek azonban nem csak egyszerűen a családtól kell éjfélkor elmennie. Ő és társai már nyolc éve szolgálnak az áruházban, divatjamúltak, az áruház már megvette az új, modern, arcnélküli babákat, így rájuk a selejtezés, jó esetben az áruház pincéje, rosszabb esetben a kidobás és pusztulás vár.
Éjfél előtt fél órával Jessica kétségbeesetten rohan apjához, Amy elment, az áruházban kell keresni. Mire éjfél előtt néhány perccel odaérnek, Amy már újra kirakati baba, Filoména egy balesetbe keveredett, ezért nem ért oda időben. Az egyetlen esély, pontban éjfélkor megfogni Amy kezét és tiszta szívből maradásra bírni. Édesapja, aki nem ismeri Amy történetét, csak mondogatja, Jessica, ez csak egy modell, de azért lánya kedvéért megteszi, ő is átöleli a babát.
Az áruház óráinak mutatói ketyegik a másodperceket, majd elérik az éjfélt. Látszólag nem történik semmi, a baba nem mozdul meg, de ekkor mögöttük feltűnik a visszatért Amy. Egy érzelmes jelenet után hárman elindulnak haza, ami ettől fogva már nem csak egy tartózkodási hely, hanem valódi otthon lett számukra. Talán még a karácsonyt is az áruházban töltő és a látottaktól sokkot kapott Morelli felügyelő is elnyeri a boldogságot, miután a megérkező Filoména a szárnyai alá veszi...
|  | Itt a vége a cselekmény részletezésének! |

## Szereplők
- Olivia Newton-John – Amy Miller, kirakati baba, majd a karácsonyi anyuka
- Juliet Sorcey – Jessica Slocum
- Doug Sheehan – Jim Slocum, Jessica édesapja
- Carmen Argenziano – Sergeant Morelli, áruházi detektív
- Aubrey Morris – Nicholas, télapó
- Jim Piddock – Wilkins, „sofőr”
- Doris Roberts – Philomena, áruházi eladó, egyben jó boszorkány

## Kiadások
- Walt Disney Home Video D140822 (UK VHS)
- Walt Disney Home Video 143 (Argentin VHS)
- Disney Movie Club Exclusives ISBN 0-7888-9313-0 (USA DVD 2008. október 21, 1-es régiókód)